# 羅徹斯特 (肯特郡)
羅徹斯特（英語：Rochester）位於東南英格蘭梅德韋梅德韋河沿岸的一個鎮，曾經也是一座市，羅徹斯特座堂位於此地。